# San Francisco del Monte de Oro
San Francisco is een plaats in het Argentijnse bestuurlijke gebied Ayacucho in de provincie  San Luis. De plaats telt 3.295 inwoners.